# Wanda (Minnesota)
Wanda város az USA Minnesota államában, Redwood megyében. Lakosainak száma 72 fő (2020. április 1.).

## Népesség
A település népességének változása:

| 2010 | 84 |
| 2020 | 72 |